# Spundwandkette
Spundwandketten, auch Knebelketten oder Spundbohlenketten genannt, sind das Verbindungselement zwischen einer Spundwand und der Klemmzange des Rammgerätes.
Die Spundwandketten werden beim Anheben und Ablegen der Spundwände eingesetzt. Für die unterschiedlichen Anforderungen der Rammgeräte- und Spundwandhersteller sind variable Kombinationen der Anschlagteile, Kettenstärken und Längen erforderlich. Wie die Rammgeräte, Klemmzangen und auch die Spundwände den unterschiedlichen Einsatzzwecken und Bodenbegebenheiten angeglichen werden, werden diese Variationen auch von den Kettenherstellern verlangt. In der Regel besteht eine Spundwandkette aus einem Knebel, Sonderschweißgliedern, Kette, Aufhängeglied und Tragkraftplakette.
Mittels des Aufhängeglieds wird die Kette am Rammgerät befestigt, mit der Kette kann man die erwünschte Gesamtkettenlänge erreichen. Das Sonderschweißglied verbindet Kette mit dem Knebel und da dieses im Einsatz seitlich belastet wird, sind die Anforderungen besonders hoch. Der Knebel wird vor dem Durchstecken durch die Spundwand längs, also in Kettenrichtung gelegt, durch die Öse der Spundwand gesteckt und anschließend um 90 Grad gedreht. Durch diese Drehung  verklemmt sich der Knebel und die Kette kann belastet werden. Als Alternative können Spundwandketten auch an beiden Seiten mit Knebel ausgestattet sein.
Für die unterschiedlichen Ösendurchmesser  an den Spundwänden sind auch verschiedene Längen an Knebel nötig. Für neue Spundwände mit 40 mm Ösen verwendet man in der Regel Knebel mit ca. 85 mm Länge. Wenn die Ösen etwas ausgeschlagen sind, werden Knebel mit ca. 95 mm eingesetzt. Da die Längen der Spundwände und deren Gewicht ständig ansteigt verfügen die größeren Ausführungen über Ösen mit ca. 60 mm. Für diese Versionen müssen dann Knebel mit ca. 120 mm eingesetzt werden.
Die Spundwandketten sind meist in 10 mm Kettendurchmesser (1600 kg Tragkraft) und 13 mm Kettendurchmesser (3150 kg Tragkraft) im Einsatz. Die Oberfläche ist entweder naturschwarz, blank gescheuert oder lackiert. Spundwandketten müssen mit einer  unverlierbaren Tragkraftplakette ausgestattet sein, sowie gestempelt mit dem Herstellerzeichen, Rückverfolgbarkeitscode und der Güteklasse der Kette.